# Hulbuk
Hulbuk (tadschikisch Ҳулбук, russisch Хулбук) war eine mittelalterliche Stadt an der Stelle des heutigen Dorfes Kurbon Schahid (Курбон Шаҳид, auch Pingan) in der tadschikischen Provinz Chatlon. Vom 9. Jahrhundert bis zum Anfang des 11. Jahrhunderts war Hulbuk unter der Oberherrschaft der Samaniden und ab 1024 unter den Ghaznawiden die Hauptstadt der Provinz Chuttal (Khuttalan) und gehörte zu den größten Städten in Zentralasien. 1064 schlugen die Seldschuken einen Aufstand nieder und zerstörten die Stadt, die im 12. Jahrhundert aufgegeben wurde.
In der Zitadelle wurden von 1953 bis 1991 und erneut seit 2003 mehrere, bis in das 5./6. Jahrhundert zurückreichende Bauphasen einer Palastanlage einschließlich einer Moschee und herrschaftliche Wohngebäude ausgegraben. Der 70 Hektar große städtische Wohnbereich um den Zitadellenhügel ist nur ansatzweise erforscht, dafür wird seit 2004 die weitgehend verschwundene Umfassungsmauer der Zitadelle nach ihrer mutmaßlichen einstigen Form rekonstruiert.

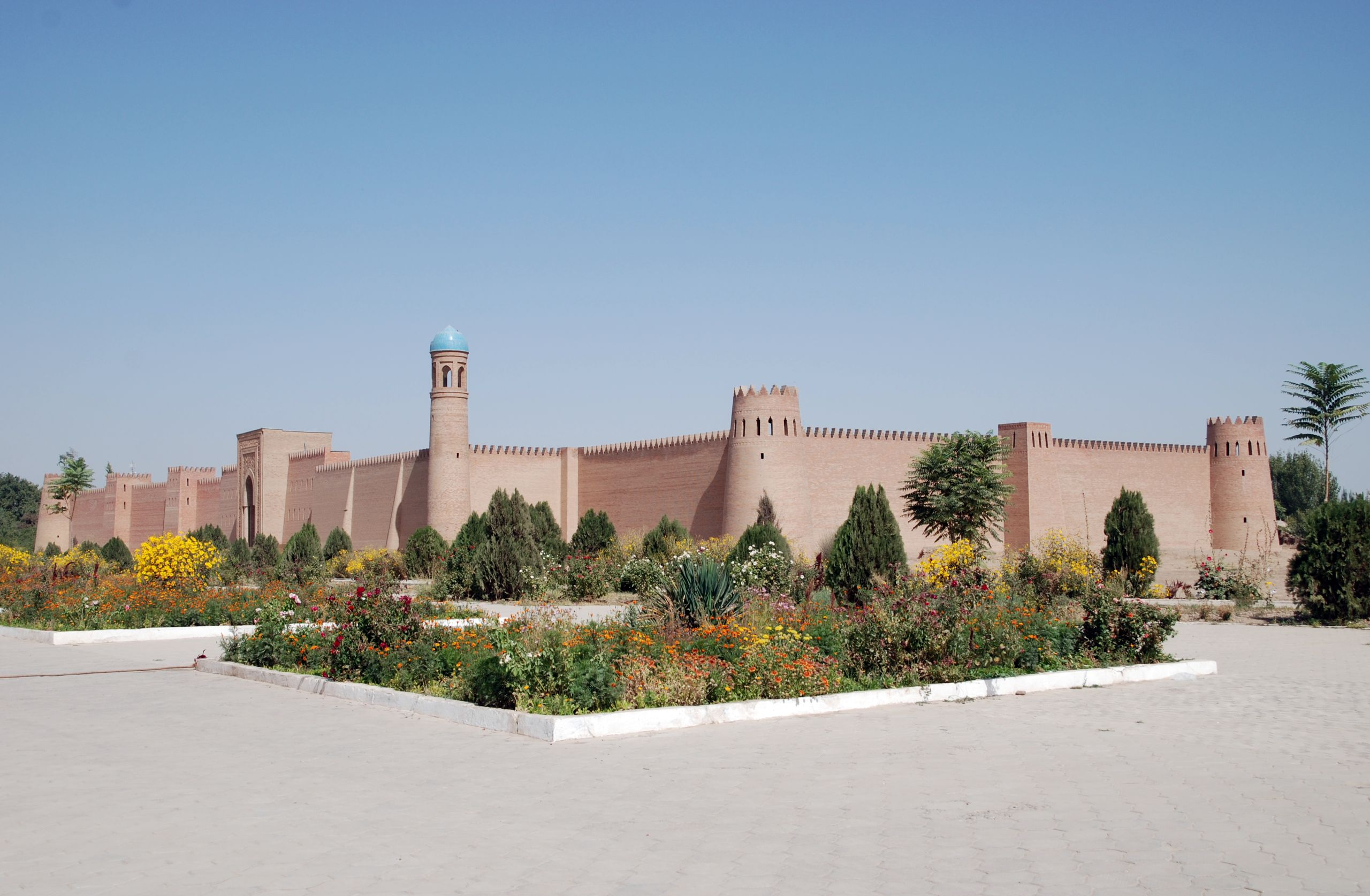
Rekonstruierte Umfassungsmauer der Zitadelle. Südwestliche Schauseite

## Lage
Koordinaten: 37° 46′ 44″ N, 69° 33′ 20″ O
Kurbon Schahid liegt im Distrikt (nohija) Wose (Восеъ) rund 175 Kilometer südöstlich der Landeshauptstadt Duschanbe. Die Fernstraße A385 führt über Wahdat an Norak vorbei durch Danghara und erreicht knapp 60 Kilometer danach Kurbon Schahid. Der nächste, etwas größere Distrikthauptort Wose folgt acht Kilometer östlich. Weitere 19 Kilometer östlich von Wose liegt die Stadt Kulob. Die A385 biegt sechs Kilometer westlich von Kurbon Schahid nach Süden zur Kleinstadt Farchor (Parkhar) am Fluss Pandsch ab, der über eine weite Strecke die Grenze zu Afghanistan bildet. Direkt im Ort zweigt eine Nebenstraße zu einigen Dörfern in ein Hügelgebiet nach Norden ab.
Der östliche Teil der Provinz Chatlon ist überwiegend bergig mit einigen fruchtbaren Talebenen dazwischen. In den bis über 3000 Meter hohen Wachsch-Bergen im Nordosten entspringt der Kizilsu, fließt am südlichen Ortrand vorbei und mündet nach 25 Kilometern in den Pandsch. Kurbon Schahid liegt auf etwa 480 Metern Höhe in der an dieser Stelle sieben Kilometer breiten Flussebene; die Hügel im Norden bilden mit etwa 1000 Metern Höhe die Ausläufer der Wachsch-Berge. Die baumlosen, nur mit Gras bewachsenen Hügel dienen als Weideland, während auf den bewässerten Feldern der Ebene überwiegend Baumwolle, Weizen und Mais angebaut wird. In südöstlicher Richtung ist der sechs Kilometer entfernte, 1334 Meter hohe Salzberg Chodscha Mumin zu sehen, den bereits Marco Polo (1254–1324) beschrieb und der nach Schätzungen über 30 Milliarden Tonnen Salz enthält.
1932 war eine Bahnlinie von der usbekischen Stadt Termiz nach Qurghonteppa fertiggestellt. Deren Weiterführung von Qurghonteppa über Kurbon Schahid und Wose nach Kulob wurde 1956 in Betrieb genommen. Sie dient zum Abtransport von Baumwolle und Salz aus dieser Region.

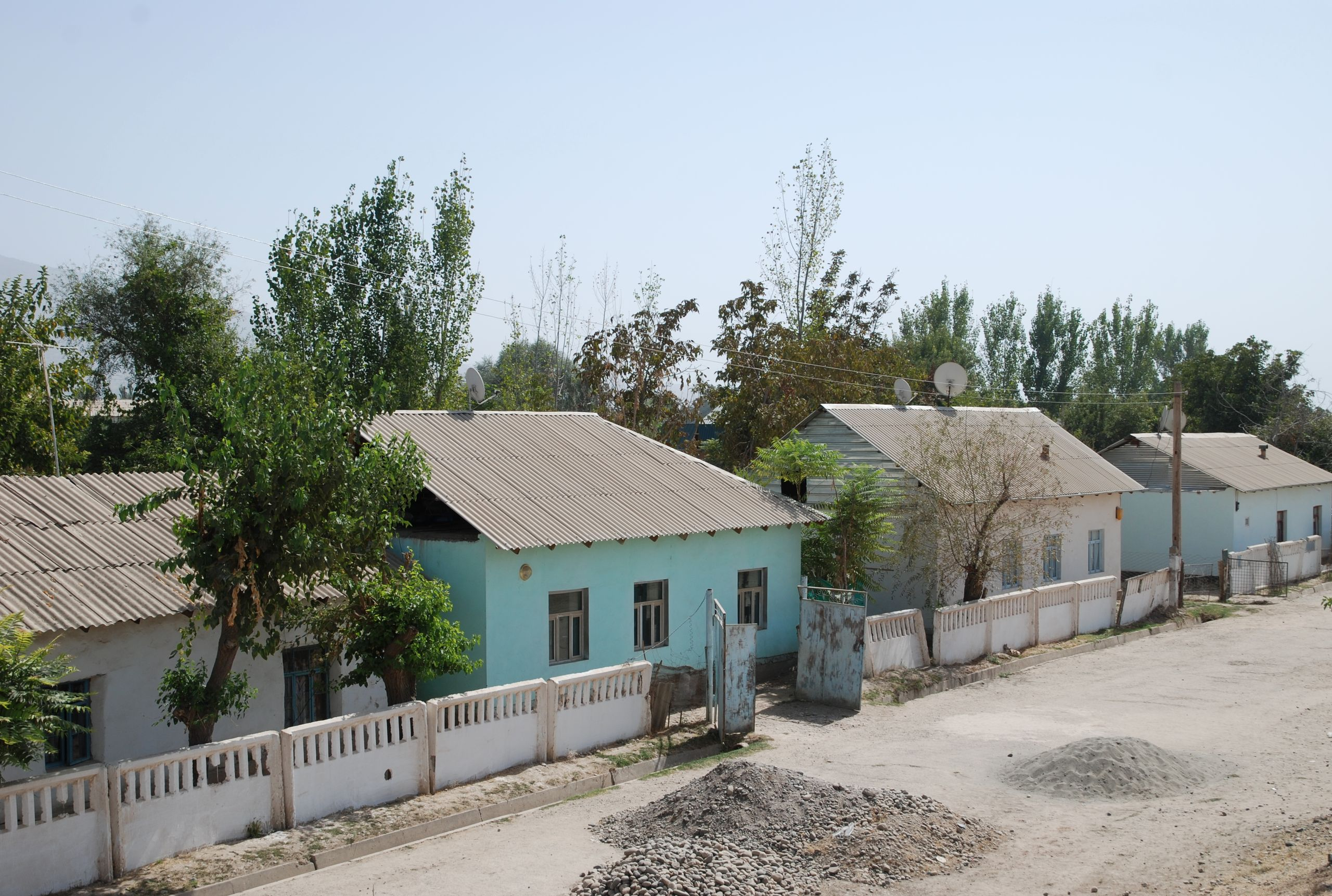
Wohnhäuser an der Durchgangsstraße gegenüber der Zitadelle

Im Mittelalter gehörte Hulbuk zur Provinz Chuttal innerhalb des in der Antike Transoxanien und von den Arabern im Mittelalter mā warāʾan-nahr benannten Gebietes. Chuttal lag – wie die geographischen Bezeichnungen beinhalten – jenseits (nördlich) des antiken Oxus (heute Amudarja, in diesem Bereich Pandsch), begrenzt im Westen entlang des Wachsch von den Provinzen Wachsch und Kubodijon, nach denen die heutigen Städte Wachsch und Kubodijon benannt sind, nordwestlich von Chaghaniyan und im Osten von Darwos (Darvaz). Zeitweilig erstreckte sich der Machtbereich Chuttals vom Tal des Kizilsu bis zum Tal des Wachsch. Während der Herrschaft der Mongolen und Timuriden war Chuttal für die Pferdezucht und die Herstellung von Pferdesätteln berühmt. Der Provinzname Chuttal wurde im Lauf des 16. Jahrhunderts zugunsten von Kulob aufgegeben, wie der heutige östliche Distrikt heißt.
Die Provinz Wachsch mit der Hauptstadt Chelawerd, die bis zum 8. Jahrhundert existierte (heutiger Name des Siedlungshügels Kafirkala, in Kolchosobod), war politisch mit Chuttal verbunden. Ab dem 10. Jahrhundert hieß ein anderer Ort in der Provinz Wachsch Chelawerd (Khelaverd, Halaward, später Lagman), er lag beim heutigen Dorf Uzun nahe Kolchosobod. Die Stadt Lewkand (heute Wachsch, westlich von Hulbuk) lag eine Tagesreise nordöstlich von Halaward. In zwei Tagesreisen von Hulbuk Richtung Nordosten war Munk (heute Chowaling, Khovaling) zu erreichen. Hulbuk lag nicht an einer Handelsroute, stand aber mit den großen Marktstädten Balch (im Norden Afghanistans) und Tirmidh (Termiz in Usbekistan) in Verbindung. Die Entfernung auf den alten Handelswegen betrug nach Balch 250 Kilometer über Tirmidh. Von Balch folgte die Straße dem Amudarja nach Nordwesten bis Amul (Türkmenabat in Turkmenistan) und bog dort in nördlicher Richtung nach Buchara ab. Es gab eine von Merw über Balch kommende Verbindung, die nach Osten zur historischen Provinz Darwos und durch Berg-Badachschan bis China führte. Andere Waren kamen aus dem Irak der Abbasiden.

## Geschichte
Chuttal gehörte im 6. Jahrhundert zum Machtbereich der Hephthaliten. Die lokalen Herrscher trugen den persischen Titel chuttal-schah oder scher-i chuttal. Die Eroberung der antiken Region Baktrien durch die muslimischen Umayyaden begann Mitte des 7. Jahrhunderts mit einem Feldzug nach Tirmidh, 654 erreichten sie Sogdien und 675/676 eroberten sie Chuttal. Arabische Autoren nannten das heute Nordafghanistan, den Südosten Usbekistans und den Südwesten Tadschikistans umfassende Gebiet Tocharistan. 681 überwinterte erstmals ein arabischer Feldherr mit seinen Truppen nördlich des Oxus. Es gab in dieser Zeit mehrfach Widerstand der lokalen Herrscher von Chuttal. Das Reich Chuttal, das seit der Zeit der späten Hephtaliten eigene Münzen herausgab, besaß eine schlagkräftigere Armee als etwa Badhghis weiter südlich (vgl. Provinz Badghis in Nordafghanistan), das sich früh den Arabern unterwarf. Wie at-Tabarī berichtet, schlossen sich die Fürsten von Chuttal, Buchara und Chaghaniyan mit Tarkan Nizak, dem turkischen Herrscher über Tocharistan zu einem Gegenangriff auf die Umayyaden in Tirmidh zusammen. 726 eroberten die Umayyaden Chuttal einschließlich Hulbuk und darüber hinaus Transoxanien bis zur Grenze am Syrdarja im Ferghanatal. Sie errangen die Oberherrschaft, ohne die Gebiete, in denen viele Türken lebten, vollständig unter ihre Kontrolle zu bringen. At-Tabarī nennt eine Reihe von lokalen Herrschern (arabischer Erbtitel mālik, Plural mulūk, „König“) in Chuttal bis zum Jahr 750/751, als der Gouverneur von Balch, Abū Dāwūd Chālid ibn Ibrāhīm, den Herrscher aus Hulbuk entfernen ließ. Dieser floh zunächst in ein turkisches Gebiet und später nach China. Aus der Mitte des 8. bis zur Mitte des 9. Jahrhunderts gibt es keine Quellen zu Hulbuk.
Ab 850 beherrschten die Samaniden den Westen Transoxaniens vom Ferghanatal über Samarqand bis nach Herat, während Chuttal im 9. und 10. Jahrhundert von der vermutlich aus dem Iran stammenden, kurzlebigen Dynastie der Banijuriden kontrolliert wurde, über deren Herrscher nur wenig vor allem von Münzfunden bekannt ist. Zu ihrem Einflussbereich gehörten auch, wie namentlich auf Silbermünzen festgehalten, südlich des Amudarja das Gebiet Andarab (heute ein Distrikt in der Provinz Baglan), außerdem die benachbarten Gebiete Taloqan, Balch und Panjshir. Anfang bis Mitte des 10. Jahrhunderts waren die Banijuriden selbst Vasallen der Samaniden, jedoch offensichtlich mit einem besonderen Status, da sie eigene Münzen prägten und keine Abgaben zahlten. Als Reaktion auf einen Aufstand der Chaghaniyan im Bund mit den Banijuriden brannte der Samanidenherrscher Nuh ibn Nasr (reg. 943–954) im Jahr 948 den Palast der Chaghaniyan nieder und zerstörte um diese Zeit wahrscheinlich auch den 200 Kilometer entfernten, ersten Palast der Banijuriden in Hulbuk. Eine Brandschicht lässt sich durch Keramikfunde auf einen terminus ante quem Mitte 10. Jahrhundert festlegen und durch Münzen auf die drei Jahrzehnte vor 930 weiter eingrenzen.
Nach der Auflösung des Emirats der Samaniden eroberten die Ghaznawiden 1024 unter Sultan Mahmud von Ghazni (reg. 997–1030) Chuttal. Der ismailitische Dichter Nāsir-i Chusrau (1004–1072/78) schrieb, Mahmud habe den Fürsten von Chuttal mit seinem Kriegselefanten niedergetrampelt. Die Familie der Banijuriden scheint dennoch die Eroberung und den Brand überstanden und auch unter den Ghaznawiden bis zum ersten Viertel des 11. Jahrhunderts weiterexistiert zu haben, wie Münzfunde belegen. Eine Schwester Mahmud von Ghaznis wurde mit einem Gouverneur von Hulbuk verheiratet, was für einen besonderen Status der Familie unter den Ghaznawiden spricht.
Seit der abbasidischen Zeit (ab 750) wurde die religiöse Erziehung zu einer eigenständigen Disziplin. Laut dem persischen Historiker Abu'l-Fadl Bayhaqī (995–1077) gab es im 11. Jahrhundert in Chuttal über 20 Madrasas, in Balch soll es zum Vergleich mehrere 100 gegeben haben. Davon blieb in der Region Chuttal einzig Chodscha Maschhad südlich von Schahritus erhalten, wenn auch nur als Denkmal.
Chuttal war für die frühen Ghaznawiden als Pufferzone zu den turkischen Karachaniden im Norden von strategischer Bedeutung. Der karachanidische Herrscher Ali-Tegin (reg. 1020–1034) beanspruchte ebenfalls das Gebiet. Für das 11. Jahrhundert ist keine lokale Herrscherfamilie in Hulbuk namentlich bekannt, Chuttal wurde von ghaznawidischen Machthabern direkt verwaltet. Erst unter den türkischen Seldschuken werden lokale Emire erwähnt. Ein Emir von Chuttal versuchte 1064 einen Aufstand gegen Alp Arslan, worauf die Seldschuken Hulbuk belagerten und den Emir töteten. Wenig später besiegte der Karachanidenherrscher Böritigin (reg. 1052–1068) die Provinzen Chuttal, Saghaniyan und Wachsch. Die Zitadelle von Hulbuk wurde bei diesen Angriffen zwischen 1064 und 1068 zerstört. Auch wenn keine späteren archäologischen Hinweise vorliegen, dürften die äußeren Stadtviertel noch eine Zeitlang bewohnt gewesen sein. Die Stadt wurde im 12. Jahrhundert aufgegeben, möglicherweise unter anderem, weil die Wasserkanäle aus den Bergen verschüttet waren. In der zweiten Hälfte des 12. Jahrhunderts gehörte Chuttal vermutlich zu den Ghuriden (oder nach einem 1199/1200 datierten Münzfund zu den Karachaniden) und wurde Anfang des 13. Jahrhunderts zu einem der kleinen Fürstentümer, die nach dem Zerfall dieses Reiches übrig blieben.

## Forschungsgeschichte

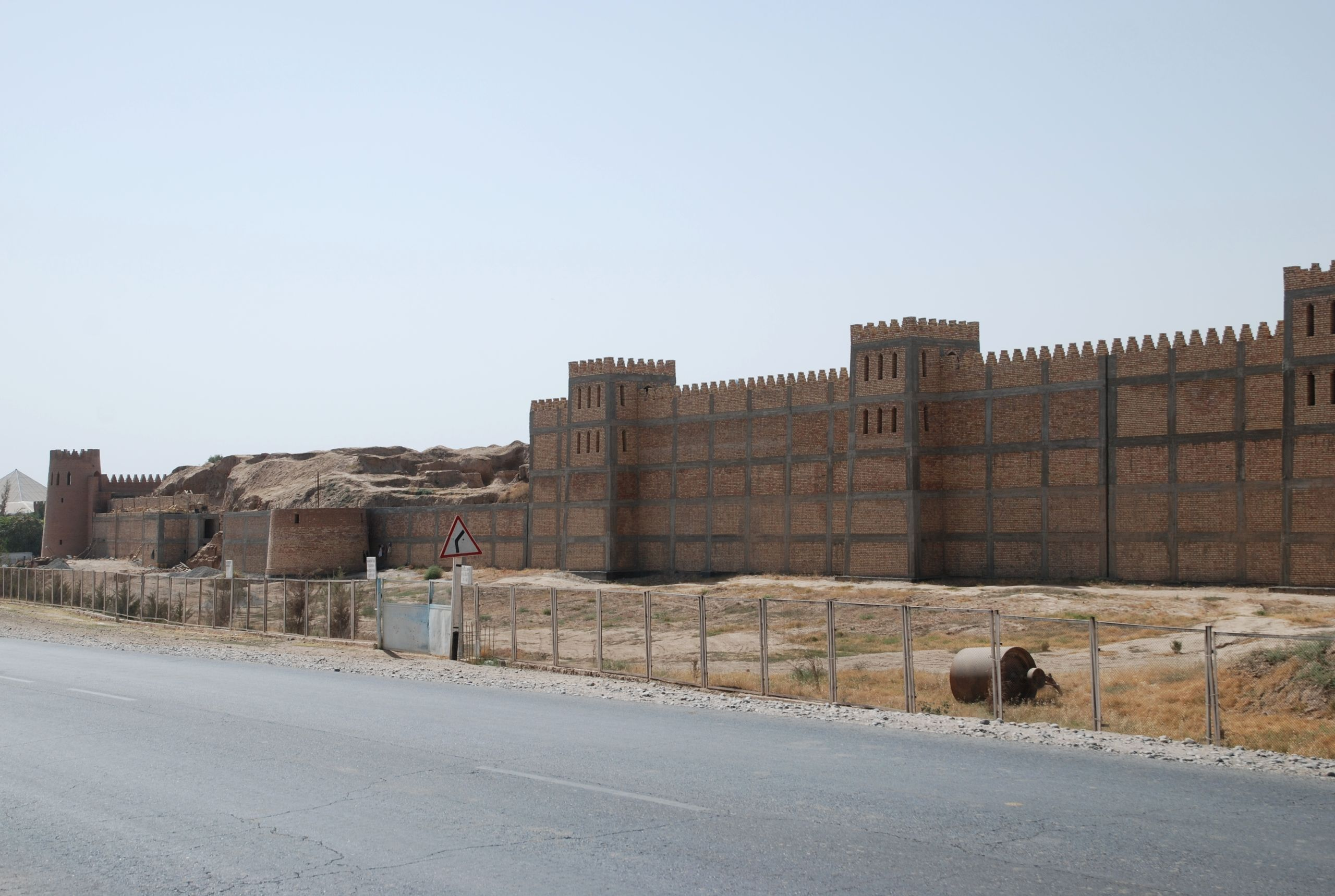
Rekonstruktion der östlichen Umfassungsmauer, Ende 2014. Hinter dem noch fehlenden Teilstück ist der erhöhte südliche Palastbereich zu erkennen.

Die ersten Testgrabungen in der Zitadelle und an anderen Orten in der Region Kulab führte 1953 der tadschikische Archäologe Boris A. Litvinskij zusammen mit seiner Frau Elena Davidovich durch. Litvinskijs Schülerin war Erkinoj Guliamova, die ab der zweiten Grabungskampagne 1957 die Verantwortung trug. Bis 1978 grub ein tadschikisch-russisches Team unter der Leitung von Erkinoj Guliamova in der Zitadelle. Guliamova veröffentlichte zwischen 1956 und 1987 jährliche Arbeitsberichte auf Russisch. In den 1980er Jahren kam der Architekt Vladimir Bazhutin († 1999) hinzu, der die Pläne der Gesamtanlage anfertigte und die Bauornamentik zeichnerisch rekonstruierte. Die Hauptausgräberin Guliamova setzte ihre Forschungen bis 1991 fort.
Unabhängig davon unternahmen A. M. Belenitskii und Boris A. Litvinskij historische Studien zu den Banijuriden und ihrer Herrschaft in Hulbuk. Zwischen 2003 und 2006 fanden Grabungen des Instituts für Geschichte, Ethnographie und Archäologie der tadschikischen Akademie der Wissenschaften unter der Leitung von Yusuf (Yakubovich) Yakubov statt. Bis 2009 konzentrierten sich die Untersuchungen auf die Zitadelle. Pierre Siméon bezog anschließend auch das umliegende historische Stadtgebiet (schahriston) in seine Betrachtungen ein. Er veröffentlichte 2008 eine zweibändige Dissertation zur Keramik von Hulbuk. Trotz zahlreicher Einzelveröffentlichungen fehlte bis 2006 eine zusammenfassende Studie. Anlässlich des 2700-jährigen Jubiläums der mutmaßlichen Gründung der Stadt Kulob, aus der viele Regierungsmitglieder stammen, fanden landesweit Großveranstaltungen zur Erinnerung an die nationale Geschichte statt. In diesem Zusammenhang wurden zwei Bücher zur Zitadelle von Hulbuk herausgegeben, die in der staatlichen Erinnerungskultur eine besondere Rolle spielt: zum einen ein postum erschienenes Werk von Sergei Khmelnitskii (1925–2003) auf Russisch, der die architektonischen Ergebnisse von Vladimir Bazhutin zusammenfasst, und zum anderen ein populäres Werk auf Tadschikisch von Iusuf Iakubov, der seit 2000 die Maßnahmen auf dem archäologischen Areal leitet.
Zum Jubiläumsprogramm gehört auch der Wiederaufbau der vorher schon teilrestaurierten Umfassungsmauer, die seit 2005 vollständig neu entsteht. Die Arbeiten dauern (2014) noch an. Die mit Ziegeln und an der Ostseite zusätzlich mit Betonrahmen errichtete Mauer soll den Eindruck von historischer Größe vermitteln und stellt keine exakte Rekonstruktion nach dem Original dar. 2013 wurde gegenüber der Zitadelle ein Museumsbau eröffnet, in dem ein Teil der Keramikfunde untergebracht sind. Die übrigen Fundobjekte wurden in das Archäologische Museum nach Duschanbe und einige in die Eremitage nach Sankt Petersburg gebracht.
Bei stratigraphischen Untersuchungen zur Schichtenfolge im Bereich des Palastes, die zwischen 2006 und 2010 stattfanden, stellte sich heraus, dass die bisherige Datierung der Stuckfragmente nicht mit den neuen Ergebnissen übereinstimmte. Seither wird bei den Stuckfunden von drei bisher nicht erkannten frühen Stilen ausgegangen. Zwei Stile gehören demnach in die Zeit der Hephthaliten in das 5./6. Jahrhundert und der dritte turkische Stil in das 6./7. Jahrhundert.

## Anlage
Ein großer, annähernd quadratischer Platz in der Mitte teilte die Zitadelle in eine Nord- und eine etwas erhöhte Südhälfte. Im Süden lag der Palast, in dem die Verwaltung untergebracht war und der zeremonielle Funktion besaß. Zu ihm gehörte als größter Raum eine Moschee. Die Nordhälfte war mit Wohnräumen der Fürstenfamilie praktisch vollständig überbaut.

### Stadt
Eine mittelalterliche islamische Stadt bestand aus der Zitadelle (persisch dis), einer üblicherweise ebenfalls ummauerten unteren Wohnstadt (schahriston) und äußeren Wohnbezirken (rabad). Die Stadtfläche (schahriston) von Hulbuk, die im Osten bis zum Kizilsu reichte, wird aufgrund der weit verstreuten Topfscherben, Glaswaren und Metallobjekte auf 70 Hektar geschätzt, die gesamte Stadt könnte bis zu 280 Hektar umfasst haben. Die Zitadelle am südwestlichen Rand der inneren Stadt ist in Nord-Süd-Richtung orientiert, sie bildet ein Rechteck von 170 Metern in der Länge und 60 Metern in der Breite. Die Zitadelle ist auf allen Seiten von Häusern des modernen Dorfes umgeben. Die Durchgangsstraße führt direkt an der Süd- und Ostseite und die Bahnlinie 200 Meter entfernt an der Nordseite vorbei. Im Bereich der vermuteten Stadtfläche wurden Gräber etwa 300 Meter östlich der Zitadelle und zwei weitere Grabstätten einen Kilometer westlich identifiziert, sowie ein Platz mit Tonbrennöfen, eine Glasbläserei und eine Ziegelei. Hinzu kommen ein Badehaus und ein Mausoleum, die bislang wenig untersucht wurden.
Die östlich gelegenen Gräber wurden von Arbeitern beim Bau der Dorfschule entdeckt. Sie fanden ein Gebäude mit einem Meter dicken Wänden auf einer Fläche von 13,5 × 8 Metern. Zum Gebäude gehörten zwei Grabkammern mit mehreren Gräbern, die jeweils einen nach Südwesten (Gebetsrichtung Qibla) orientierten halbkreisförmigen Mihrāb besaßen. Die bis zu einem Meter hoch erhaltenen Mauern aus zehn bis 15 Reihen von gebrannten Ziegeln enden in einer Ebene, vermutlich waren die höheren Wandteile aus Lehmziegeln gemauert und die Räume mit einem vergänglichen Material überdeckt. Von den westlichen Grabbauten sind Kraggewölbe aus gebrannten Ziegel erhalten. Der Eingang ist aus radial (längs) verlegten Ziegeln gemauert, die im Gewölbebogen rechtwinklig, ein Fischgrätenmuster bildend, zusammentreffen. Ein Vorläufer einer solchen Gewölbekonstruktion aus Lehmziegeln blieb an der sogdischen Palastruine Tschilchudschra erhalten.

### Zitadellenmauer

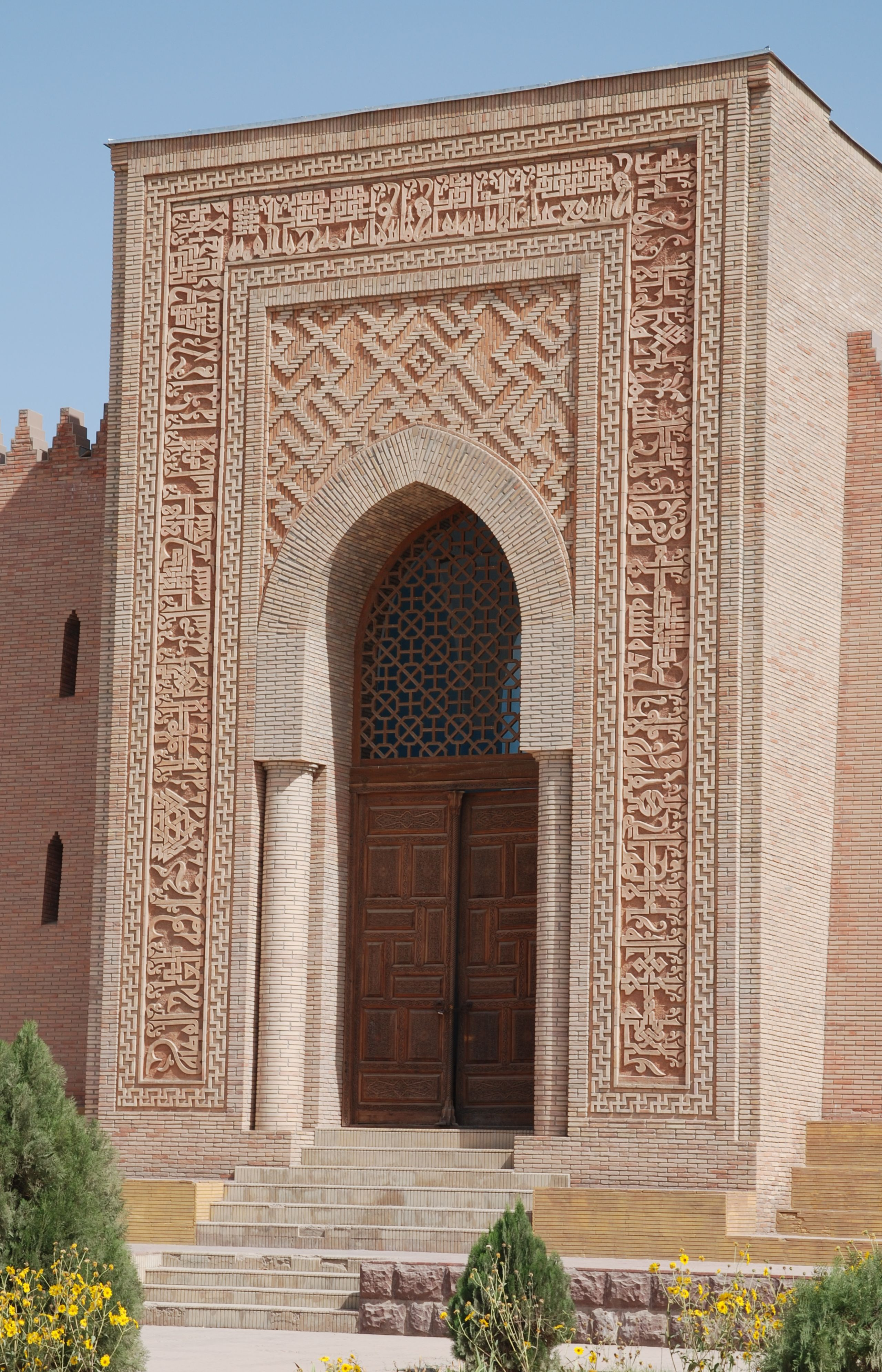
Rekonstruiertes Portal in der Mitte der Westseite

Der Siedlungshügel (Tepe) der Zitadelle war Grabungsfunden zufolge bereits in der Bronzezeit besiedelt. Das südliche Drittel der Zitadelle ist der höchste Teil und liegt 15 Meter über dem äußeren Bodenniveau, der Nordteil liegt zehn Meter darüber. Die sichtbaren Strukturen stammen überwiegend vom Wiederaufbau Anfang des 11. Jahrhunderts. Die Lehmziegelmauern waren ursprünglich mit Lehm verputzt. Reparaturen an den Umfassungsmauern wurden mit Stampflehm (pachsa), einer Mischung aus Lehm und Stroh, ausgeführt.
Das monumentale Portal in der Mitte der Westseite ist 13 Meter hoch und 8,5 Meter breit. Es gehörte zur späteren Bauphase, der Eingang zur ersten Zitadelle befand sich an der schmalen Nordseite. Nach der Rekonstruktionszeichnung von Bazhutin war das Portal über eine Treppe mit zweimal drei Stufen und einem Podest dazwischen zu erreichen. Das Tor wird von Säulen eingerahmt, die einen hohen Spitzbogen tragen. Der vor Ort rekonstruierte Bogen ist höher als auf der Zeichnung von Bazhutin. Die Wandfläche zum rechteckigen Außenrahmen füllt ein diagonales Swastika-Muster. Der Rahmen enthält den Thronvers aus der 2. Sure des Koran in Kufi. Das Portal hat eine gewisse Ähnlichkeit mit dem erhaltenen Portal des Rabati Malik, einer Karawanserei aus dem 11. Jahrhundert zwischen Buchara und Samarqand.
An der Stelle der rekonstruierten westlichen Umfassungsmauer wurde zwischen 1985 und 1989 eine 71 Meter lange Mauer freigelegt, die 0,8 bis drei Meter hoch war. In den Trümmern kamen Stuckfriese zum Vorschein, von denen einige mit Tierfiguren und Inschriften in blühendem Kufi verziert waren. Eine Besonderheit an der westlichen Umfassungsmauer sind zwei halbrunde Strebepfeiler südlich des Portals in zehn Metern Abstand, die sich nach oben konisch verjüngen. Die vier Ecken wurden durch runde Bastione mit vier bis sechs Metern Durchmesser verstärkt. Bei Grabungen 2004 wurde 20 Meter vor dem Portal ein zwei Meter breiter Wall aus Stampflehm und Lehmziegeln entdeckt, der über eine Länge von zwölf Metern nachvollziehbar war. Es könnte sich um eine Vormauer zum Schutz des Portals oder um einen Teil des Palastes aus der ersten Bauphase gehandelt haben.
Von der ursprünglichen Umfassungsmauer an der Ostseite war bei den ersten Ausgrabungen wenig vorhanden. Vermutlich nahm dieser Bereich Schaden, als in der ersten Hälfte des 20. Jahrhunderts die Straße gebaut wurde. Der Wiederaufbau anlässlich der 2700-Jahr-Feier erfolgte ohne vorherige systematische Untersuchung des Untergrunds und ohne die Erhaltung der originalen Mauerreste.

### Erster Palast

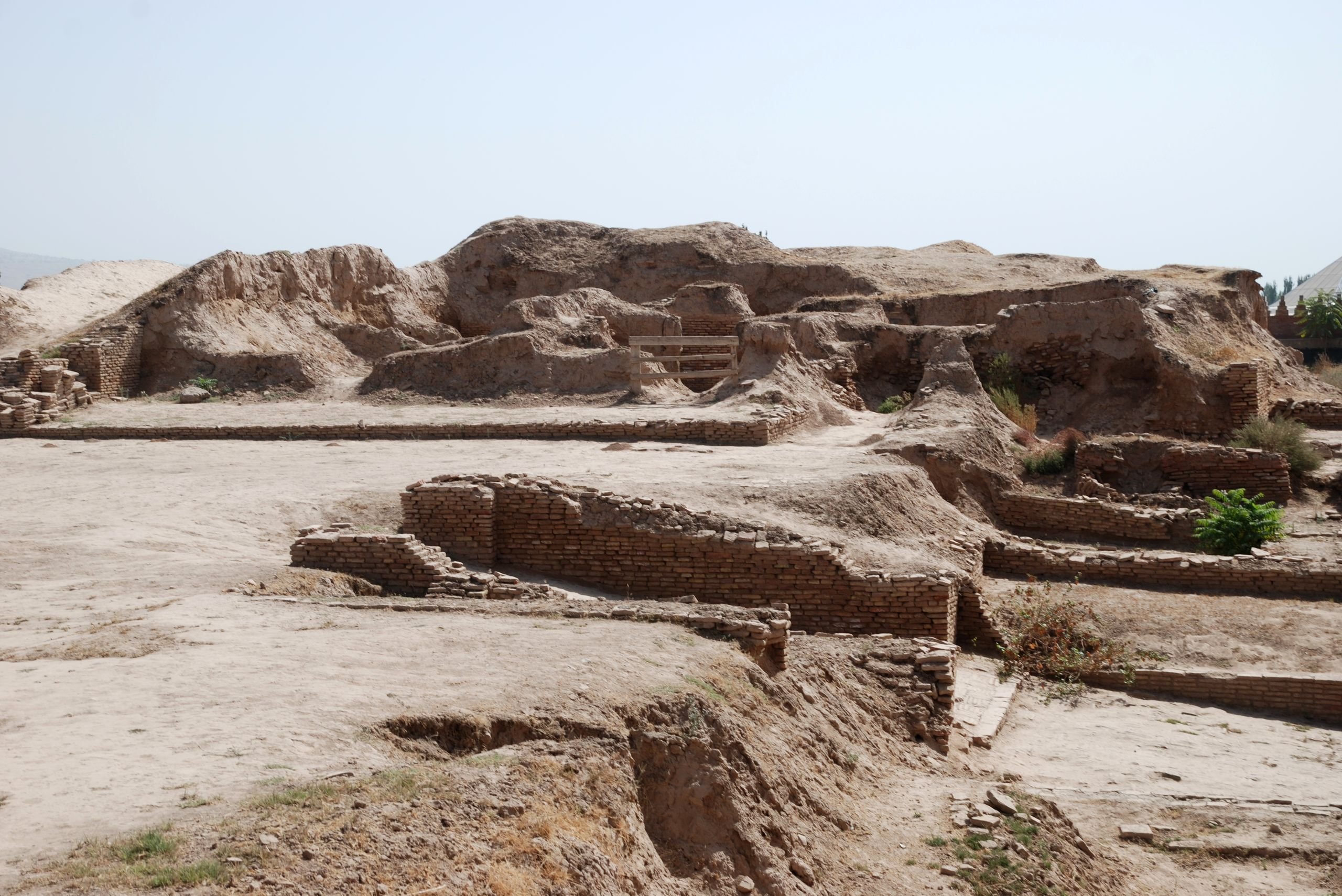
Palast nach Süden. Eingang in der Mitte

Der von etwa 800 bis 950 bestehende erste Palast wurde bei Probegrabungen in der Südhälfte im Bereich des zweiten Palastes entdeckt. Freigelegt wurden die Reste eines quadratischen Gebäudes mit 35 Metern Außenlänge und Rundtürmen an allen vier Ecken. In der Mitte lag ein mit gebrannten Ziegeln gepflasterter Innenhof, der gemäß dem Grundriss Vladimir Bazhutins von 19 Räumen umgeben war und durch einen Torraum in der Mitte der Nordseite betreten wurde. Die Wände des Innenhofs waren mit Zierleisten aus gebrannten Ziegeln und mit bis zu zehn Zentimeter dickem Stuck verziert. Den Räumen waren an allen vier Seiten Kolonnaden vorgestellt, deren Dach auf Holzsäulen ruhte. Der Grundriss folgt im Wesentlichen dem Plan des umayyadischen Palastes Dār al-Imāra von Afrasiab (Samarqand), der als Haus des Gouverneurs zwischen den 740er und 770er Jahren erbaut wurde. Die in Raum 3 und 6 gefundenen Topfscherben mit einer grünlich-metallischen Glasur ermöglichen die zeitliche Bestimmung für die Übernahme des Palastes durch muslimische Herrscher Mitte des 8. Jahrhunderts. Zur Datierung geeignete Münzen aus dieser Zeit wurden nicht gefunden, die ältesten Münzen stammen von 937. Vermutlich um 948 wurde der Palast zerstört.

### Zweiter Palast

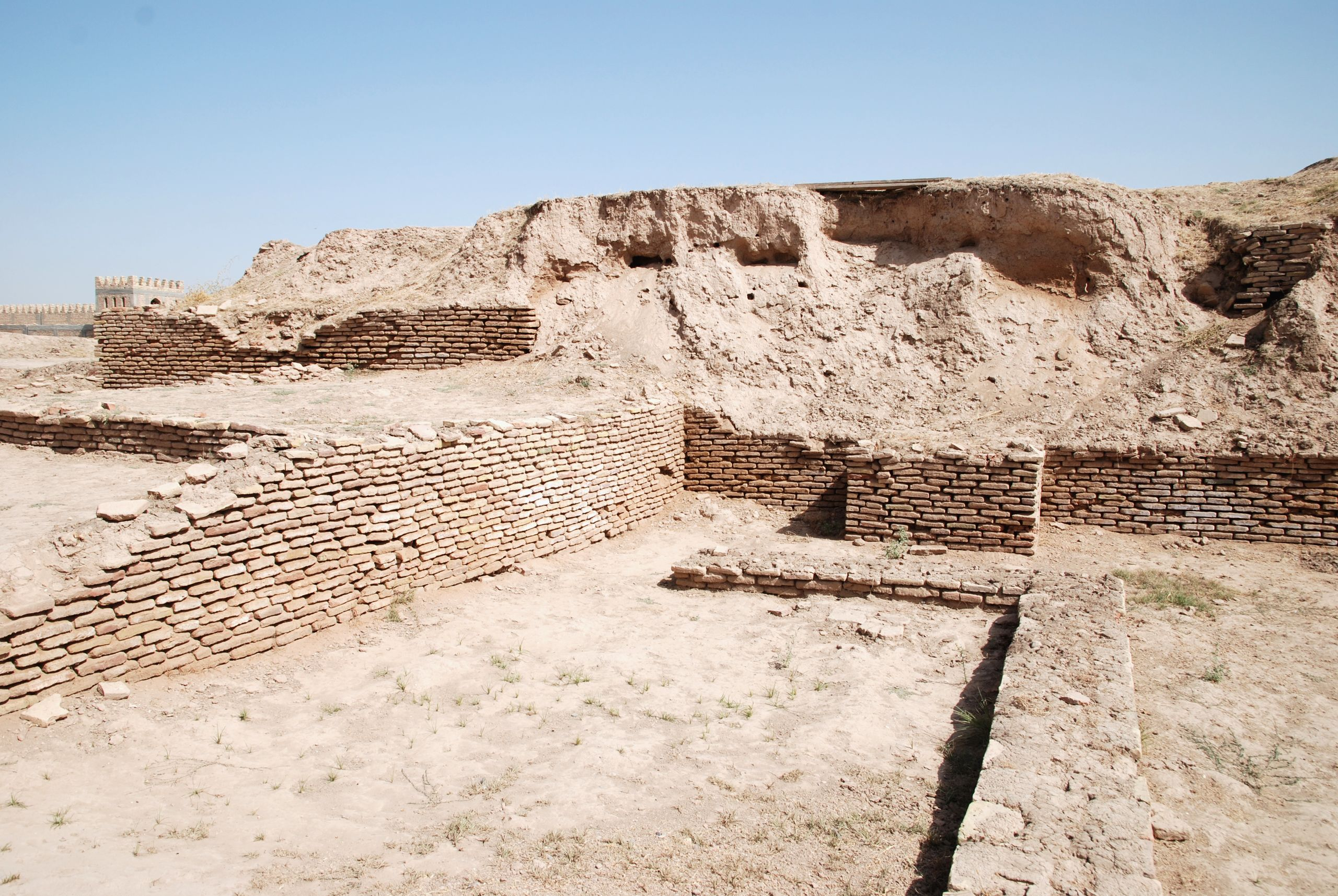
Südpalast. Blick nach Osten

In der Südhälfte der Zitadelle erkannten die Ausgräber bereits 1953 einen Gebäudekomplex mit mehreren Räumen, die sich zu einem gemeinsamen, in Nord-Süd-Richtung verlaufenden Korridor von 30 Metern Länge und 3,75 Metern Breite öffneten. 1957 wurde dieser Bereich weiter ausgegraben. Einige der Wände waren mit bis zu 25 Lagen Lehmputz überzogen, auf dem Boden fanden sich reliefierte Stuckreste. Über dem Boden des ersten Palastes befand sich ein 20–45 Zentimeter höheres zweites Bodenniveau, jeweils mit Stuckresten. Dies ist ein Hinweis auf zwei Bauphasen. Der zweite Palast wurde auf den zu einer Plattform gewordenen Trümmern des abgebrannten ersten Palastes errichtet und existierte von den 970er bis in die 1060er Jahre. Während dieser Zeit wurde die Palastanlage mehrfach umgebaut.
Von der mittleren Südseite des zentralen Platzes führte der Korridor nach Süden an vier Räumen auf jeder Seite vorbei, die als Wohn- und Zeremonialräume gedient haben könnten. An der Südseite schloss sich an den Korridor ein quadratisches Gebäude mit 2 und 2,5 Meter dicken Wänden an. Der Korridor war vermutlich von einem Tonnengewölbe überdeckt, die übrigen Räume besaßen flache Dächer, die von Stützpfeilern getragen wurden. Die Wände waren mit Stuck verziert, an der Wand eines Iwan fanden sich Malereireste. Die Architektur des Palastes zeigt Gemeinsamkeiten mit Gebäuden in der ghaznawidischen Festung Laschkari Bazar am Fluss Helmand im Süden von Afghanistan. Auch dort waren die Räume des Südpalastes über einen langen zentralen Korridor zugänglich und entsprechend ihrer Funktion aneinander gereiht. Andere Gemeinsamkeiten betreffen die Anordnung der Räume um den zentralen Hof und die Gestaltung einer kleinen Moschee.
In den Fußböden waren Tonröhren verlegt, durch die Wasserdampf strömte, um die Räume zu heizen. Trinkwasser wurde aus einer zwölf Kilometer entfernten Quelle zunächst in eine Zisterne geleitet und von dort weiter über Leitungen in der gesamten Palastanlage verteilt. In ein Loch im Boden an der Westseite wurde Müll geworfen, der durch eine Röhre ins Freie gelangte, wo ihn Diener beseitigten.

### Moschee
Der größte Raum im Palast war eine Moschee mit 15 × 15 Metern Seitenlänge, die von Osten durch eine Tür in einem Iwan betreten wurde. Die Wände waren außergewöhnlich aufwendig mit Stuck verziert. Die unteren Wandbereiche bestanden aus 1 × 2 Meter großen Stuckfeldern, die stilisierte Pflanzen und Tierfiguren, vor allem Ziegen, Katzen und Papageien, enthielten, umrahmt von Perlstäben und Schriftbändern. Gemäß den von der Südwand erhaltenen Resten befanden sich darüber kreisrunde florale Formen, die von einem Rechteck aus geometrischen Flechtmustern umgeben waren. Der obere Wandbereich war durch drei Arkadenbögen eingeteilt, jeweils gefüllt mit drei 0,8 Meter breiten und 1,5 Meter hohen, ornamentalen Spitzbogenfeldern. Dazwischen standen schlanke Säulen mit Tierfiguren-Kapitellen, auf einem erhaltenen Kapitell stellen die breiten Gesichter Wildkatzen dar.
Bei der Moschee lassen sich zwei Bauphasen unterscheiden. Der ursprüngliche Raum war durch vier zentrale quadratische Pfeiler von einem Meter Stärke in neun Segmente unterteilt. Die lichte Weite von 3,5 Metern zwischen den Pfeilern und den Wänden überspannten nach der Rekonstruktionszeichnung Gurtbögen, die Kuppeln trugen. Moscheen mit ähnlichen Grundrissen aus dieser Zeit waren – als das bedeutendste Beispiel im persischen Kulturraum – die No Gumbad-Moschee („neun Kuppeln“) in Balch aus dem 9. Jahrhundert, die Chor Sutun-Mischee in Termiz (10. Jahrhundert) und die Digaron-Moschee im Dorf Hazara bei Buchara (spätestens Anfang 11. Jahrhundert). Die No Gumbad-Moschee in war Zentralasien vorbildhaft für diesen Moscheebautyp, der noch im 11. Jahrhundert in der Moschee von Laschkari Bazar angewandt wurde.
Die Wandgestaltung zeigt Stilelemente der zweiten Hälfte des 10. Jahrhunderts, das heißt, die Lage der Außenwände der um 948 zerstörten ersten Moschee wurde bei ihrem Wiederaufbau beibehalten. Anstelle der vier zentralen Pfeiler trugen beim Neubau zehn zu einem Quadrat in der Mitte aufgestellte Pfeiler das Dach, das nun anders überdeckt war, möglicherweise mit einer Holzbalkenkonstruktion, die eine zentrale Kuppel bildete. Im Südwesten der Moschee wurde das Fundament eines Minaretts freigelegt. Die Funktion der Moschee ist unklar. Sie könnte mehr als nur ein privater Andachtsraum für die Herrscherfamilie von Chuttal gewesen sein. Wegen ihrer prachtvollen Ausgestaltung ist auch eine Funktion als fürstlicher Empfangssaal denkbar.

### Wohnbereich im Norden

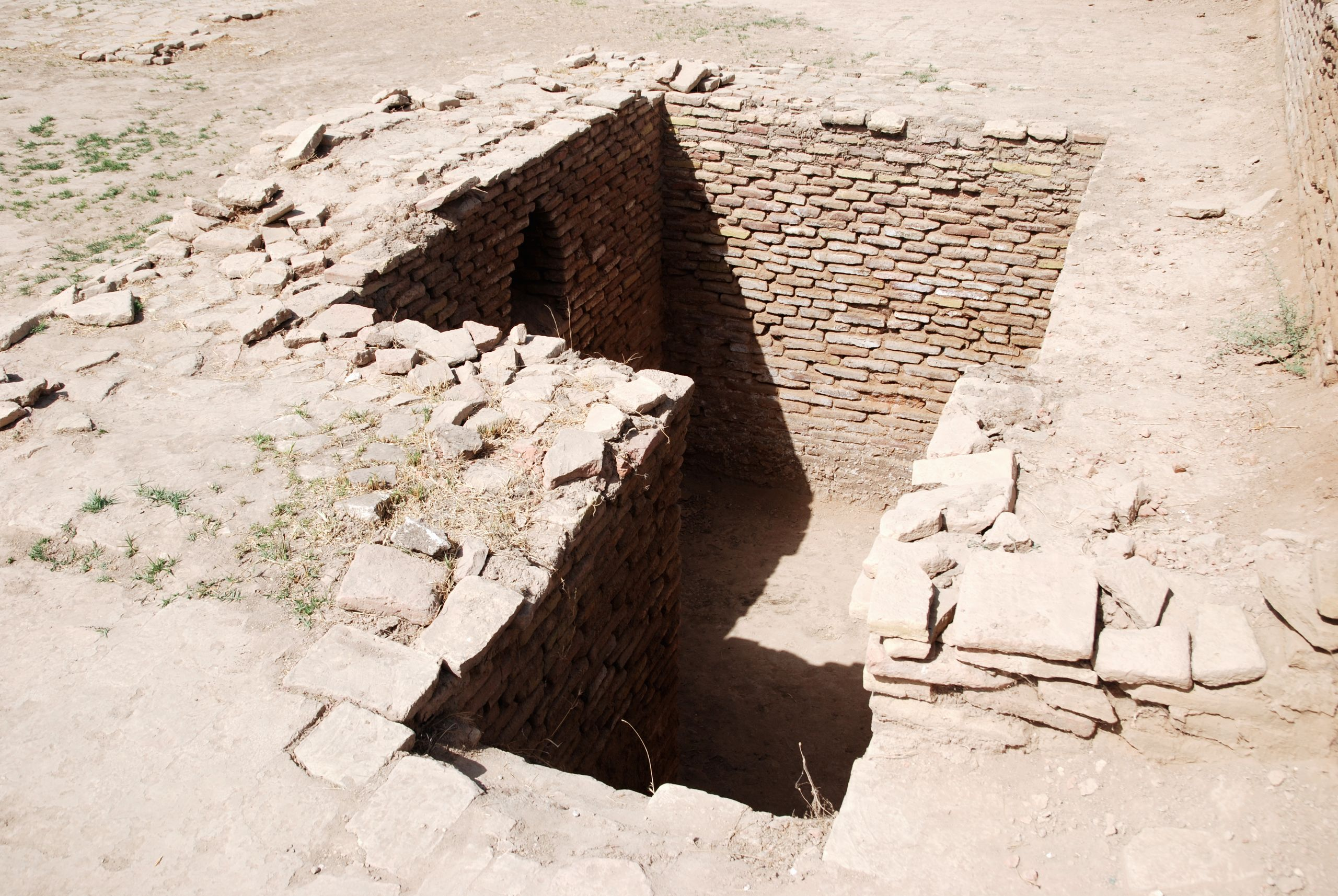
Bad im nördlichen Wohnbereich

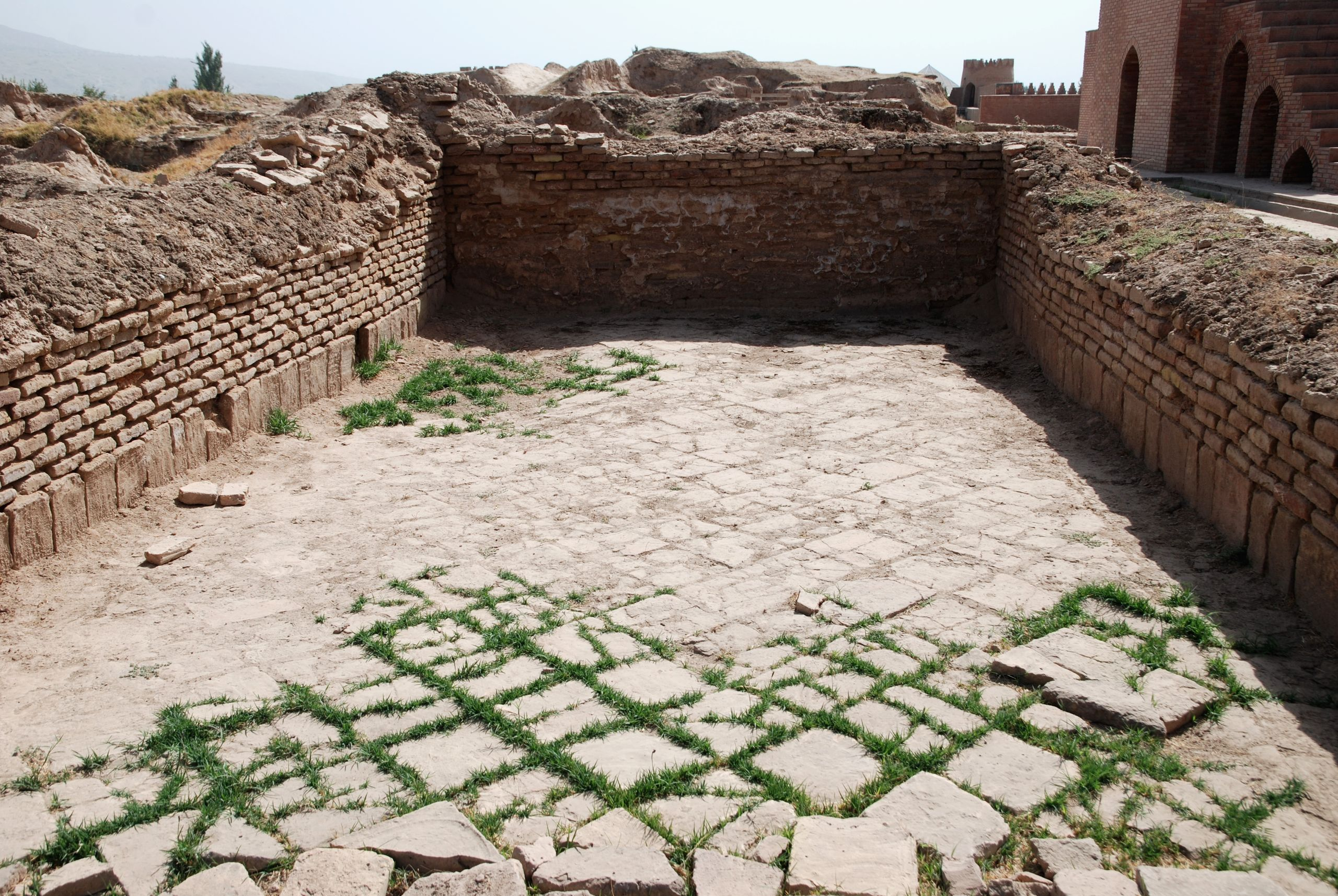
Bodenbelag aus quadratischen Ziegelplatten

Der zentrale Hof war kreisförmig mit gebrannten Ziegeln gepflastert. Er wurde 1964 ausgegraben. Die Wohnräume der Fürstenfamilie in der Nordhälfte bestanden aus mindestens vier Gebäuden, zu jedem gehörte ein Iwan und ein Hof, drei der Gebäude waren in Richtung eines großen sechseckigen Wasserbeckens ausgerichtet. In den Häusern gab es Wasserleitungen aus Tonröhren und kreuzförmig in den Boden eingelassene Becken. Die mit Lehm verputzten Lehmziegelwände waren ein bis zwei Meter dick, auf den Böden lagen quadratische gebrannte Ziegel. In einem großen Raum in der Südwestecke blieben Fragmente einer Wandmalerei erhalten, die einen jungen Soldaten in einem orangen und roten Gewand vor einem blauen und weißen Hintergrund zeigt, der in seiner rechten erhobenen Hand einen schwarzen Stab hält. In einem Raum wurden an einer Stelle 31 Silbermünzen geborgen. Die Gebäude scheinen alle zur selben Zeit errichtet worden zu sein, denn es waren keine Ansätze oder Restaurierungen zu erkennen. Insgesamt verraten die Mauerreste und die Böden eine luxuriöse Ausstattung und eine handwerklich sorgfältige Ausführung.
Fünf Räume, die 1982 und 1983 an der Westseite der Zitadelle ausgegraben wurden, gehörten zu einem gemeinsamen Hof mit einem Iwan. Die Malereien an der Südwand des Iwan zeigen eine verschleierte Frau, die von einer spitzbogigen Arkade eingerahmt am Boden sitzt und eine Langhalslaute (tar) spielt. Darüber befanden sich Inschriftenbänder in verschiedenen Arten von Kufi, weiß und gelb gemalt mit schwarzen Linien über einem blaugrünen Hintergrund.
Zum Bereich des Harem gehörten etwa 70 Räume, die meisten maßen nur etwa 1,5 × 1,5 Meter. Ungewöhnliche Feuerstellen waren im Kreis von Sitzgelegenheiten umgeben. Sie werden als aus dem Zoroastrismus stammende Feuerkultstätten gedeutet, weil die einheimische Bevölkerung diese Religion noch in frühislamischer Zeit praktizierte. Zur vorislamischen Tradition gehören auch die auf den Wandmalereien abgebildeten Tierfiguren und das Motiv der Swastika über dem Portal mit einem altasiatischen Ursprung.
Frühislamische Wandmalereien vom 8. bis 13. Jahrhundert sind aus nur wenigen Orten in Zentralasien und im iranischen Hochland bekannt. Außer Hulbuk sind dies lediglich Nischapur, Laschkari Bazar und möglicherweise Rey. Hinzu kommen die im Jahr 2000 entdeckten karachanidischen Wandmalereien in der Zitadelle von Samarqand (Ende 12. bis Anfang 13. Jahrhundert).

## Funde
Die Keramikfunde aus dem ersten Palast bis zur Mitte des 10. Jahrhunderts und aus dem späteren zweiten Palast unterscheiden sich deutlich voneinander. Vermutlich aus dem südlichen Basra importierte monochrome und polychrome, glänzend glasierte Keramik kam nur in der Schicht des ersten Palastes vor. Aus Samarqand und Nischapur stammt eine ab der Mitte des 9. Jahrhunderts bis zum 11. Jahrhundert hergestellte Keramik mit arabischen Schriftzügen, die Sprichwörter und Segenswünsche beinhalten und die Samanid epigraphic pottery („samanidische epigraphische Keramik“) genannt wird. Dies war einer der ersten, als islamisch bezeichneten Dekorationsstile, der im östlichen Iran und in Zentralasien weit verbreitet war und in Variationen auch in Hulbuk vorkam.
Die polychrom bemalte Keramik aus dem zweiten Palast stammt ausschließlich aus regionaler Produktion. Als Herstellungsort kommt ein Brennofen in Frage, der im Stadtbereich von Hulbuk ausgegraben wurde. Aus Glas wurden Flaschen, Teller und Armreifen gefunden. Zwei Pressglas-Gefäße aus dem alten Palast sind mit Tierfiguren verziert. Die Bruchstücke des einen Glasgefäßes, dessen Durchmesser 48 Zentimeter betrug, zeigen galoppierende Pferde. Beim anderen Glasgefäß mit 10,5 Zentimetern Durchmesser und 5 Zentimetern Höhe ist auf der Unterseite ein Fabeltier zu sehen.
Zu den Objekten aus Speckstein gehören Kochtöpfe in unterschiedlichen Größen und ein massiges rechteckiges Räuchergefäß mit Handgriff. Ein anderes Räuchergefäß aus Bronze in der Form eines Luchses wurde in einem Außenbezirk (rabad) nordöstlich der Zitadelle gefunden. Der aufklappbare Hals ist durch ein Scharnier mit dem Körper verbunden, wie es bei zeitgenössischen Objekten aus der südlich gelegenen Region Chorasan der Fall ist. Auch Bronzezangen verweisen auf Handelsbeziehungen mit Chorasan. Zu den Besonderheiten gehören ferner 20 große vollständig und acht bruchstückhaft erhaltene Schachfiguren aus Elfenbein und drei Löwenfigurinen. Der Löwe war ein Schutzsymbol der Samaniden.